# HMS Marshal Soult
«Маршал Сульт»(англ. HMS Marshal Soult) — один з двох моніторів типу «Маршал Ней» Королівського флоту. Закладений як M14, корабель було названо на честь полководця Наполеонівських війн маршала Жана Дью Сульта. Монітор служив під час обох світових війн (хоч під час Другої переважно як допоміжне судно) і був виключений зі складу флоту у 1946 році.
Озброєння корабля було знято в березні 1940 року, а потім було встановлено на новий монітор «Робертс», який був завершений в 1941 році.